# Мускогские языки
Мускогские (маскогские) языки — семья аборигенных языков Северной Америки, ко времени прихода европейцев распространённая на территории юго-востока США. Обычно лингвисты подразделяют их на западную и восточную ветви. 
Название семьи происходит от названия племени маскоги. 
Общее число носителей — свыше 20 тыс. чел. (2000, перепись).

## Внутренняя классификация
В настоящее время сохранились шесть живых мускогских языков (алабамский, коасати, крикский, микасуки, чикасо, чоктавский) и ещё как минимум один вымерший (апалачский — язык народа апалачи). Ещё несколько идиомов считаются диалектами других языков — хитчити (диалект микасуки) и семинольский (диалект крикского).
Общепризнанно объединение этих языков в четыре группировки: чикасо-чоктавскую (западную), алабамско-коасатскую, хитчити-микасуки и крикско-семинольскую (северную). Так как апалачский язык вымер и от него почти не осталось свидетельств, его точное положение в классификации не вполне ясно, однако ведущие исследователи объединяют его с алабамско-коасатскими языками.
В настоящее время в лингвистике предложены две конкурирующие классификации мускогских языков:
- более традиционная, авторы — Мэри Хаас и ряд её студентов;
- более новая и более спорная, автор — Памела Манро.

### Классификация поМэри Хаас
I. Западные мускогские языки
1. язык чикасо
2. язык чокто (известен также как ча(х)та, чакато)
На базе двух данных языков возник мобильский жаргон.
II. Восточные мускогские языки
A. Центральные мускогские языки
i. Апалачско-алабамско-коасатская группа
a. Аламамско-коасатская подгруппа
3. Алабамский язык
4. Коасати или коушатта
b. Апалачская подргуппа
5. Апалачский
ii. Подгруппа хитчити-микасуки
6. Язык хитчити-микасуки
B. Крикские языки
7. Крикский (маскоги)

### Классификация поМанро
I. Северные мускогские
1. Крикский/Семинолы
II. Южные мускогские
A. Юго-западные мускогские языки (группа)
i. Апалачская подгруппа
2. Апалачский
ii. Алабама-коасати
3. Алабамский
4. Коасати
iii. Западные мускогские
5. Чикасавский
6. Чоктавский
B. Группа хитчити-микасуки
7. Хитчити/Микасуки

### Другие возможные мускогские языки
Ещё несколько слабо-засвидетельствованных языков предположительно относят к мускогским языкам. Таковы языки ямаси (англ. Yamasee) и гуале (англ. Guale), которые Бродуэлл (Broadwell, 1991) считает наиболее близкими к крикскому языку. Однако Уильям Стёртевант утверждает, что свидетельства, приписываемые этим языкам, на самом деле относятся к крикскому, а настоящие языки народов ямаси и гуале остаются неизвестными. Возможно также, что ямаси состояли из нескольких различных этнических групп и у них не было отдельного языка. Так, Честер Б. Депраттер (Chester B. DePratter) описывает ямаси, как состоящих из носителей языков хитчити и гуале. Историк Стивен Оатис (Steven Oatis) также свидетельствует, что ямаси были смешанной группой, включавшей представителей других мускогско-говорящих регионов, в том числе таких раннеколониальных посёлков, как Хитчити (Hitchiti), Ковета (Coweta) и Куссита (Cussita).
Ещё одним возможным кандидатом является язык хума, от которого сохранился небольшой словарик, собранный Суонтоном (Swanton) в 1907 году у пожилой женщины. Слова из словаря очень напоминают обычные чоктавские, что дало повод некоторым лингвистам сделать вывод, что хума (либо конкретно данная старуха) говорили не на особом западно-мускогском языке, а на мобильском жаргоне, основанном на чоктавском. Некоторые неродственные слова могут происходить из других соседних языков. Кроме того, на языке туника мобильский жаргон назывался húma ʼúlu «язык хума».

### Внешние связи
М. Хаас предположила (1951, 1952), что мускогские языки принадлежат к более крупной группировке, условно обозначенной как языки галф (Gulf languages, букв.: «языки Мексиканского залива»). Помимо мускогских, она включила туда атакапские языки и изолированные языки читимача, натчез и туника. Эта гипотеза в настоящее время не получила никакого подтверждения и отвергается современными исследователями, хотя остаётся популярной в научно-популярной или нелингвистической литературе.

## Письменность
Для всех живых мускогских языков разработаны орфографии на основе латиницы, причём иногда в нескольких вариантах. Особой вариативностью отличается обозначение звука /ɬ/: lh, th, hl, r, ł (см. таблицу ниже).

## Лингвистическая характеристика

### Фонология и графика
Фонология мускогских языков — относительно простая по сравнению со многими другими индейскими языками.
Для них характерен треугольный вокализм (a, i, o/u) с противопоставлениями по долготе и назализованности (в общей сложности, 9 монофтонгов; в некоторых языках есть дифтонги).
Консонантизм включает от 13 (крикский) до 18 фонем (чикасо): /p, t, k, ʔ, tʃ, f/ɸ, s, ɬ, ʃ, h, m, n, l, j, w/, изредка — /d, g, ŋ/. Ударение музыкальное: в ударных слогах различаются 3-4 тона.
| Фонемы       | Графемы | Графемы   | Графемы | Графемы  | Графемы          | Графемы |
| Фонемы       | чикасо  | чокто     | коасати | микасуки | крикский         | алабама |
| ------------ | ------- | --------- | ------- | -------- | ---------------- | ------- |
| Гласные      |         |           |         |          |                  |         |
| p            | p       | p         | p       | p        | p                | p       |
| b            | b       | b         | b       | b        |                  | b       |
| t            | t       | t         | t       | t        | t                | t       |
| d            | d       |           |         |          |                  |         |
| k            | k       | k         | k       | k        | k                | k       |
| g            | g       |           |         |          |                  |         |
| ʔ            | '       | '         | '       | '        |                  |         |
| tʃ           | ch      | ch/č      | ch/c    | ch       | c [tʃ~ts]        | ch      |
| f/ɸ          | f       | f         | f [ɸ]   | f [ɸ]    | f                | f       |
| s            | s       | s         | s       | s        | s                | s [ś]   |
| ɬ            | lh      | lh        | th / ł  | ł        | r/th             | ł       |
| ʃ            | sh      | sh/š      |         | sh       |                  |         |
| h            | h       | h         | h + [ɦ] | h        | h                | h       |
| m            | m       | m         | m       | m        | m                | m       |
| n            | n       | n         | n       | n        | n                | n       |
| ŋ            |         |           |         | ng       |                  |         |
| l            | l       | l         | l       | l        | l                | l       |
| j            | y       | y         | y       | y        | y                | y       |
| w            | w       | w         | w       | w        | w                | w       |
| долгие согл. | +       |           |         |          |                  | +       |
| Гласные      |         |           |         |          |                  |         |
| i            | ɪ       | ɪ <e>     |         |          | ɪ <e>            |         |
| a            | ə       | ə ~ a <v> |         |          | ə ~ a <v>        |         |
| o            | o̟       | ʊ ~ o <u> |         |          | ʊ ~ o <u>        |         |
| долгие       | +       | a, ē, o   |         |          | a, ē, o          |         |
| носов.       | _       | _         |         |          | _                |         |
| дифт         |         |           |         |          | /eɪ/, /oɪ/, /aʊ/ |         |
| тоны         |         |           | 4       |          | 3                |         |

Ниже приводится реконструкция прото-мускогской фонологии по Букеру (2005):
|                | Губно-губные | Альвеолярные | Альвеолярные | Палатальные | Велярные        | Велярные |
| Центральные    | Губно-губные | Латеральные  | Простые      | Палатальные | Лабиализованные |          |
| -------------- | ------------ | ------------ | ------------ | ----------- | --------------- | -------- |
| Взрывные       | *p           | *t           |              |             | *k              | *kʷ      |
| Аффрикаты      |              | *ts          |              | *tʃ         |                 |          |
| Спиранты       |              | *s           | *ɬ           | *ʃ          | *x              | *xʷ      |
| Носовые        | *m           | *n           |              |             |                 |          |
| Плавные        |              |              | *l           | *j          |                 | *w       |
| Неопределённые |              | *θ           | *θ           |             |                 |          |

- Фонемы, которые М. Хаас реконструировала как */x/ и */xʷ/, представлены во всех мускогских языках как /h/ и /f/ (or /ɸ/), соответственно; некоторые реконструируют их как */h/ и */ɸ/.
- */kʷ/ представлен как /b/ во всех дочерних языках, кроме крикского, где он соответствует /k/ в начале слова и /p/ в середине.
- Точное значение прафонемы, которая условно обозначается как <θ>, неизвестно; она превратилась в /n/ в западных и в /ɬ/ в восточных мускогских языках. Мэри Хаас реконструировала её как глухую /n/, то есть */n̥/.

### Морфология
По структурной типологии мускогские языки — агглютинативные, с элементами фузии.

#### Существительные
На существительные в большинстве языков падает словесное ударение. Различаются грамматические падежи — именительный и косвенный. Существительные не всегда различаются по роду или числу.
Выбор притяжательного префикса определяется классом существительного, принадлежность к которым связана с категорией отчуждаемости-неотчуждаемости. Например, в крикском языке:
- cv-nke [tʃankı] «моя рука», ce-nke «твоя рука»;
- vm-efv «моя собака», cem-efv «твоя собака».

#### Глаголы
В мускогских глаголах имеется сложная система аблаута, когда глагольная основа изменяется в зависимости от вида (почти всегда) и реже в зависимости от времени или модальности. В грамматических описаниях к формам, различаемым аблаутом, применяется термин «ступени» («grades»).
Глагол согласуется с ядерными аргументами (агенс и пациенс, реже — датив) по лицу и числу, 1 и 2 лицо маркируется префиксами, 3 лицо немаркировано. Например, в чоктавском: ii-chi-pisatok «мы тебя увидели», hash-sa-pisatok «вы меня увидели».
Аффиксально выражаются также многие другие глагольные категории (отрицание, определённость, модальность и др.). Так, в коасатском выделяется 9 префиксальных позиций и 15 суффиксальных.
Множественное число для существительного-агенса маркируется либо аффиксацией глагола, либо особой глагольной основой, несущей в себе показатель множественности.
Пример (мн. ч. через аффиксацию, чоктавский язык):
ishimpa
ish-impa
2 ед. ч. NOM-есть
«ты ешь»;

hashimpa
hash-impa
2 мн. ч. NOM-есть
«вы едите».
Пример (имманентно содержащий значение числа глагольный корень, микасуки):
łiniik
бежать + ед. ч.
«бежать (ед. ч.)»;

palaak
бежать. + мн. ч. (малое количество)
«бежать (мн. ч.)»;
mataak
бежать + мн. ч. (большое количество)
«бежать (многие)».

### Синтаксис
Основной порядок слов в предложении: субъект — объект — предикат (SOV).

## История изучения
Родство мускогских языков было замечено ещё в конце XVIII века. Все живые языки достаточно хорошо изучены и описаны. Исследованием мускогских языков занимались М. Хаас, П. Манро, Дж. Кимбалл, Дж. Бродуэлл и другие.